# Viola violacea
Viola violacea là một loài thực vật có hoa trong họ Hoa tím. Loài này được Makino miêu tả khoa học đầu tiên năm 1891.

## Hình ảnh

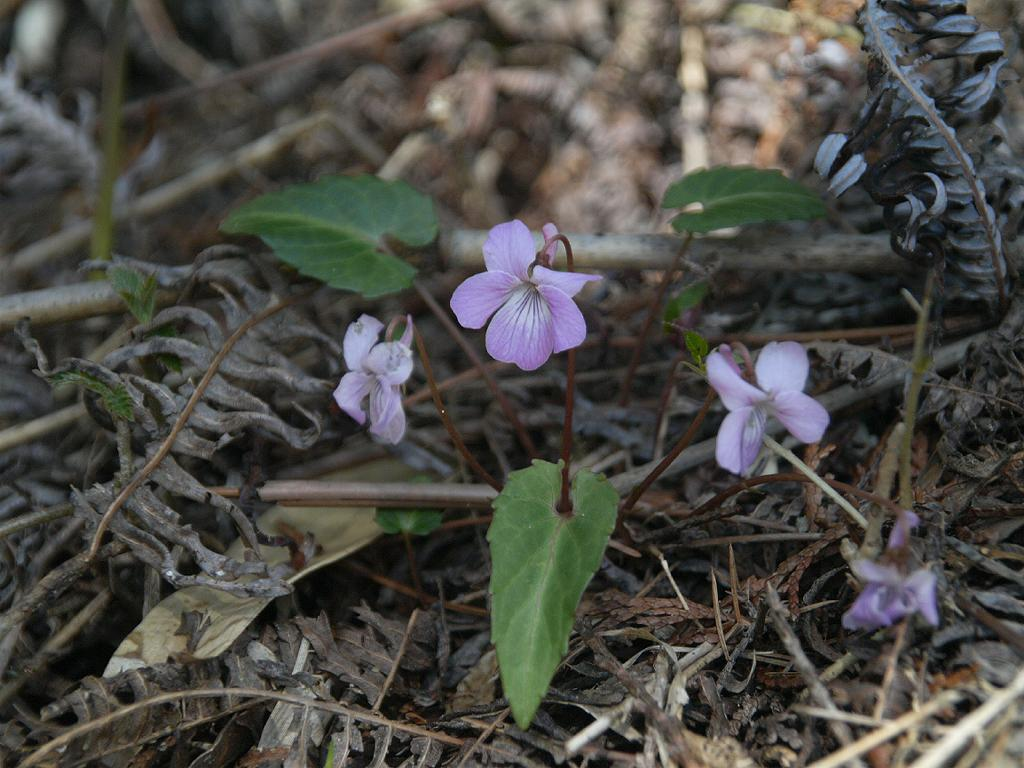
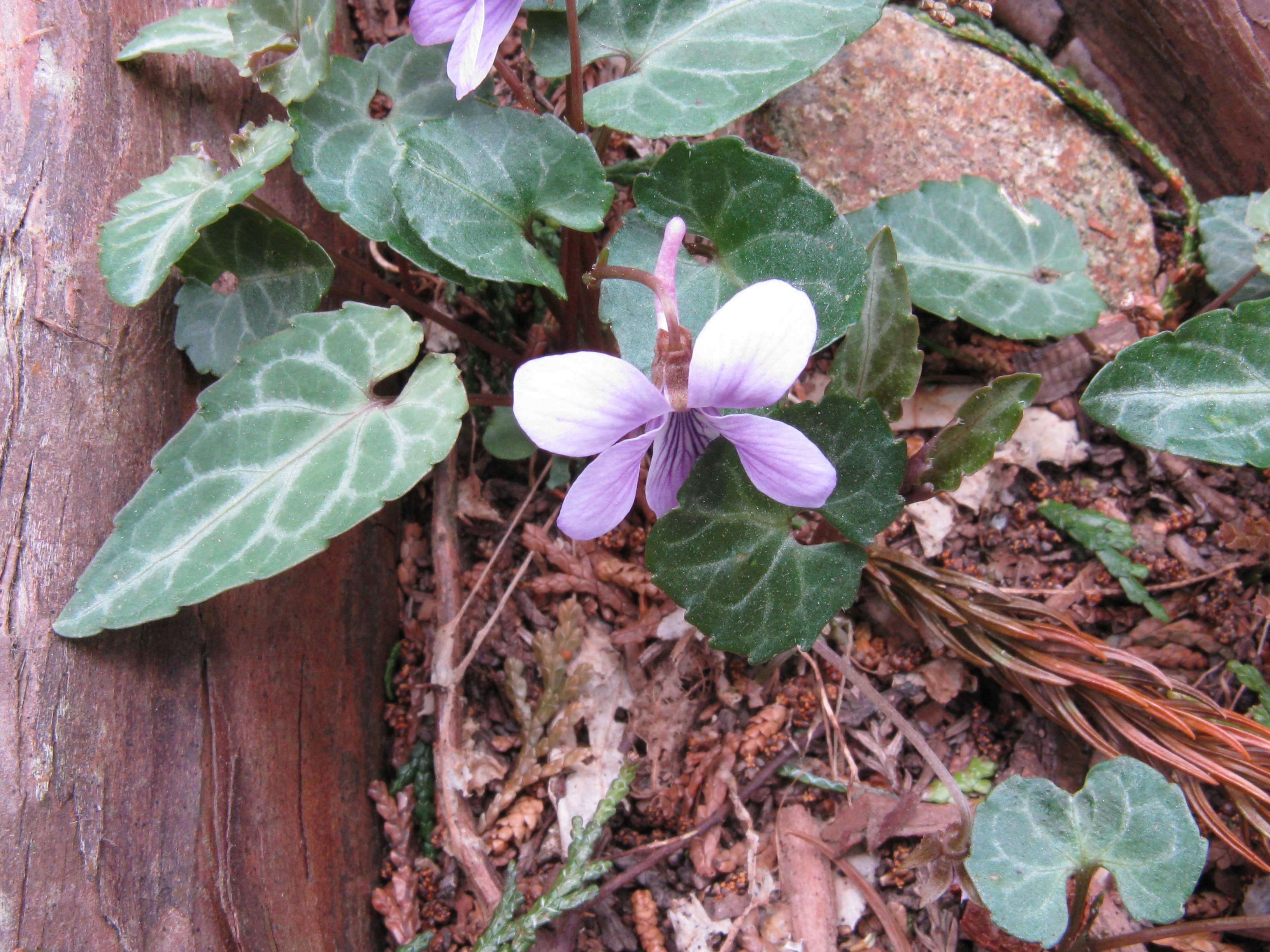
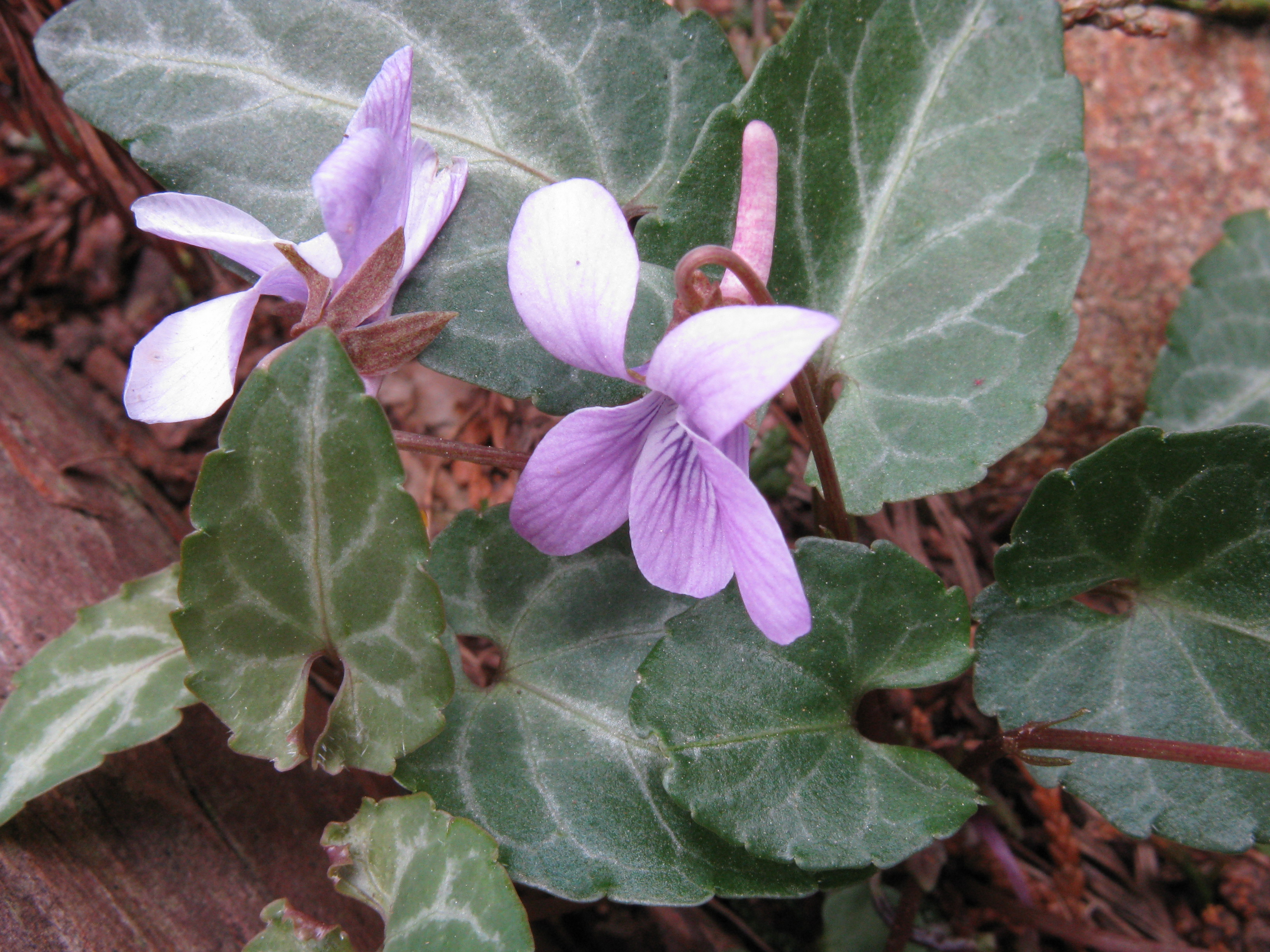
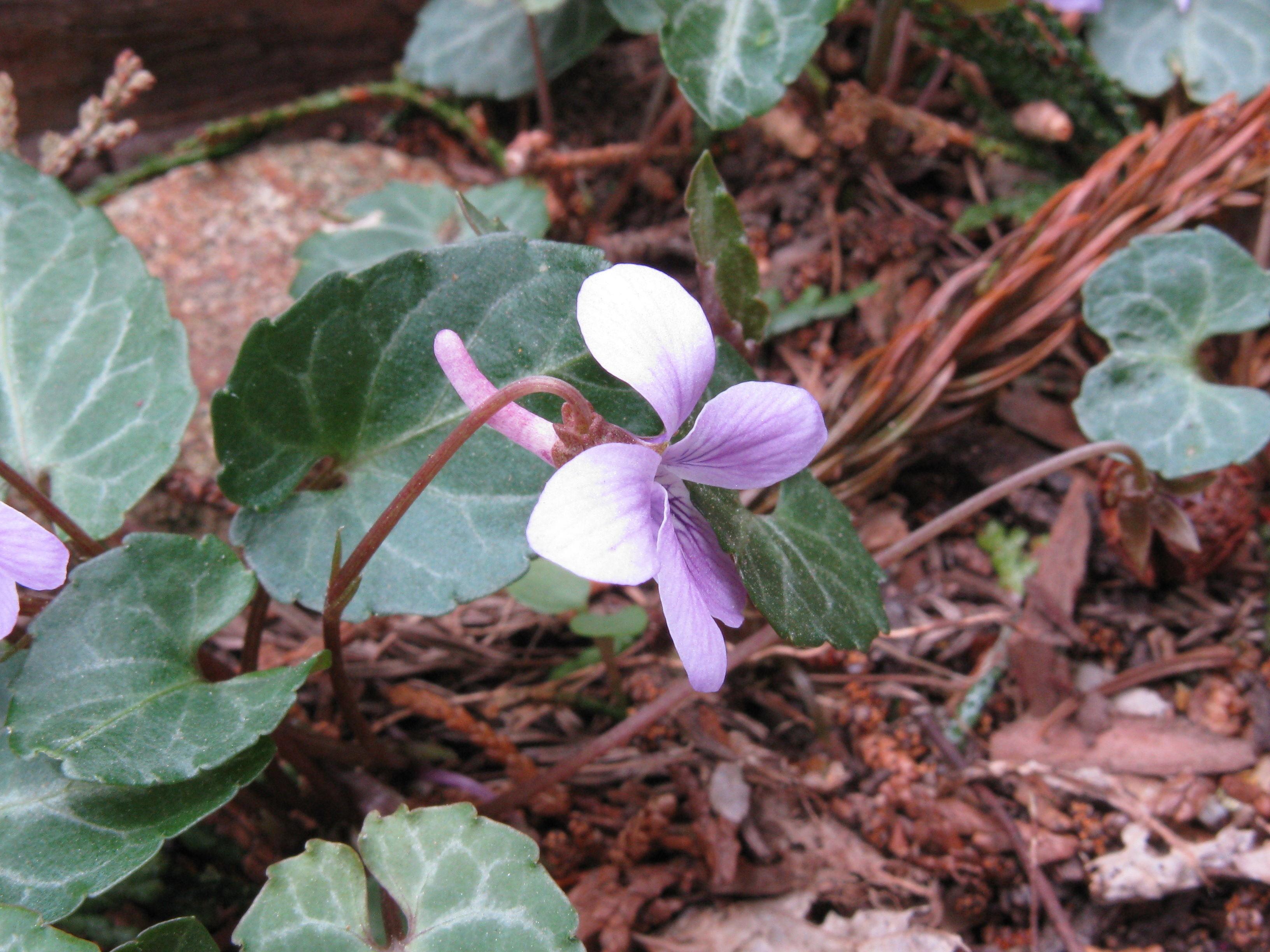